# Edwin Valencia
Edwin Armando Valencia Rodríguez (Florida, 29 marzo 1985) è un ex calciatore colombiano, di ruolo centrocampista.

## Carriera

### Club
Dopo aver giocato con varie squadre di club, nel 2015 si trasferisce al Santos, dove milita tuttora.

### Nazionale
Conta 19 presenze con la Nazionale colombiana.

## Palmarès
- Campionato Paranaense: 1

Atletico Paranaense: 2009
- Campionato brasiliano: 2

Fluminense: 2010, 2012
- Campionato Carioca: 1

Fluminense: 2012